# Trapeza (Tisch)
Als Trapeza (altgriechisch τράπεζα „Vierfüßer“, Plural τραπέζαι trapezai) bezeichneten die Griechen der Antike ihre Tische.
Tische waren bei den Griechen von anderer, geringer zu schätzenden Bedeutung als heute. Dennoch fanden sie in verschiedenen Zusammenhängen im Alltagsleben Gebrauch. Im privaten Bereich dienten sie als Standort für Nahrungsmittel beim Essen oder auch für Spielbretter, im sakralen Bereich dienten sie als Opfertische zur Aufnahme von Weihegaben an die Götter, siehe dazu Trapeza. Manchmal wurden Statuen auf ihnen abgestellt. Während des Symposions wurden zu Beginn der Festlichkeiten kleine Tische vor die einzelnen Teilnehmer gestellt und darauf das Essen serviert. Nach dem Essen wurden die Tische weggeräumt und das Symposion wurde ohne sie fortgesetzt oder die Tische wurden von Tänzern und Akrobaten in ihre Vorführung einbezogen. Da die Tische meist niedrig waren, konnte man sie leicht unter die Klinen schieben.
In der Archäologie werden fünf Grundformen griechischer Tische unterschieden. Sie wurden aus verschiedenen Materialien geschaffen. Es gab Tische mit drei und vier Füßen, die Bezeichnung Trapeza, „Vierfüßer“, fand bei beiden Formen Verwendung. Demgegenüber wurde auch der Begriff tripus (altgriechisch τρίπους, „Dreifüßer“) für Tische mit drei und vier Beinen benutzt. Möglich waren auch Konstruktionen mit nur einem einzelnen Fuß unter der Plattenmitte, mit Beinen in umgedrehter T-Form oder mit zwei seitlichen Platten an Stelle der Beine. Die Tischplatte konnte rechteckig oder rund sein. Während die Platte meist aus Holz und abnehmbar war, wurden die Füße häufig aus edleren Materialien wie Edelholz, Metall (Bronze, Silber, Gold), Elfenbein oder Marmor hergestellt. Die Platte war zudem häufig mit Bronze beschlagen. Vielfach waren die Tische transportabel. Die Füße hatten häufig die Form von Tieren (Löwen, Rehe). Auch die Beine waren nicht selten stark verziert. Für die Nutzung außerhalb von Gebäuden wurden massive, nicht transportable Tische aus Marmor produziert.

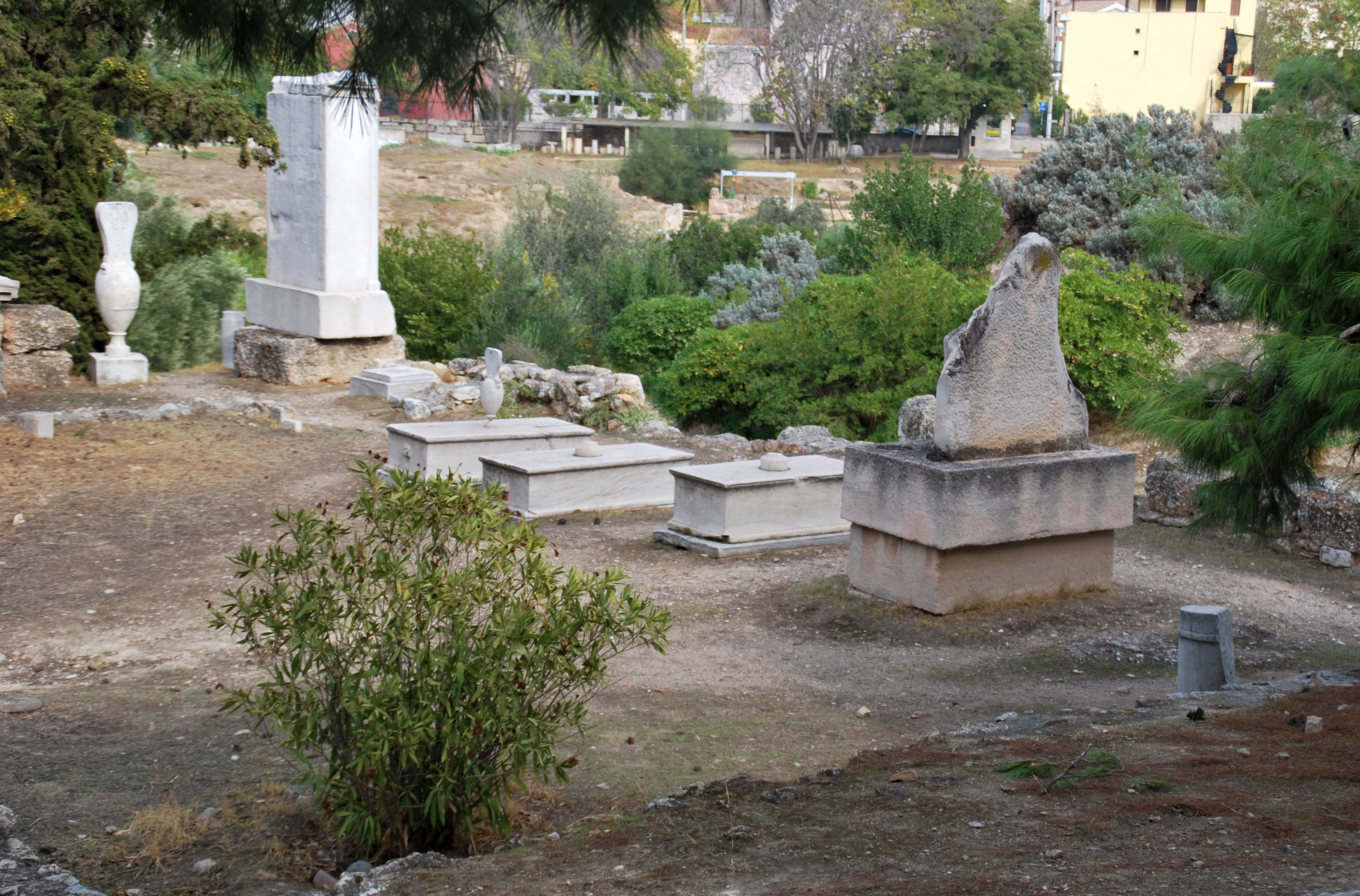
Drei Trapezai auf dem Kerameikos von Athen

Marmorne solide Trapezai waren als Opfertische schon seit längerer Zeit etwa im antiken Athen neben den repräsentativen Grabmalen in Benutzung. Nach einem Gesetz des Demetrios von Phaleron, des Machthabers der Stadt zwischen 317 und 307 v. Chr., das den Gräberluxus unterbinden sollte, waren sie neben Kioniskoi oder Gefäßen der einzige erlaubte Grabschmuck. Größe und Form waren beschränkt. Da Demetrios Beamte zur Überprüfung abstellte und hohe Strafen bei Zuwiderhandlung aussprach, wurde das Gesetz weitestgehend eingehalten. Fast immer wurden sie aus hymettischem Marmor gefertigt. Die Bemalung der Trapezai ist selten erhalten. Einzige Zier neben der Malerei waren im Allgemeinen Inschriften.